# Germanano
El germanano es un cristal de germanio compuesto de una sola capa de átomos. Se encuentra en desarrollo para posibles usos como sustrato que reemplace los cristales de silicio en chips de ordenador y en células solares.

## Propiedades
La movilidad de los electrones en el germanano se prevé que sea más de diez veces mayor que en el silicio y cinco veces mayor que el germanio convencional. El germanano dopado con hidrógeno es química y físicamente estable cuando se expone al aire y al agua.
"La teoría predice una banda prohibida directa de 1,53 eV y una movilidad electrónica aproximada cinco veces mayor que la del germanio en bloque."
El germanano tiene una banda prohibida directa, con facilidad para absorber y emitir luz, y potencialmente útil para la optoelectrónica. (El silicio y el germanio convencionales tienen bandas prohibidas indirectas, reduciendo la absorción o emisión de luz.)

## Estructura
La estructura del germanano es similar a la del grafano, en sí misma relacionada con la del grafeno.

## Producción
En la naturaleza, el germanio tiende a formar cristales de varias capas en los que cada capa atómica está unida entre sí, pues las capas de un solo átomo suelen ser inestables. Para obtener germanano, los investigadores comienzan intercalando cristales de germanio de varias capas con átomos de calcio entre dichas capas. En un paso posterior se disuelve el calcio con agua, y es reemplazado con hidrógeno, lo que permite que se despeguen las capas individuales de germanano.